# Alte Heilbronner Hütte
Die Alte Heilbronner Hütte war eine Schutzhütte der Sektion Heilbronn des Deutschen und Österreichischen Alpenvereins (DuOeAV). Sie lag im einstigen österreich-ungarischen Landesteil Tirol am Taschljöchl. Seit 2000 steht an ihrem früheren Standort eine Notunterkunft zur Verfügung.
Zwischen den Heilbronner Hütten und dem Heilbronner Weg in den Allgäuer Alpen besteht kein geographischer Zusammenhang.

## Geschichte
Die erste Heilbronner Hütte wurde auf Anregung des Vorsitzenden der Sektion Heilbronn des Deutschen und Österreichischen Alpenvereins (DuOeAV), Peter Bruckmann ab 1909 auf dem Taschljöchl im Saldurkamm der südlichen Ötztaler Alpen zwischen dem Schnals- und dem Schlandrauntal im heutigen Südtirol, in einer Höhe von 2772 m s.l.m. errichtet. Der Bau wurde am 12. November 1907 durch die Hauptversammlung der Sektion beschlossen. Der Bauplatz dazu wurde von der Landesfinanzdirektion in Innsbruck gepachtet. Die Hütte mit damals 20 Plätzen wurde am 19. Juli 1910 durch Bruckmann eingeweiht. In den folgenden drei Jahren wurde das Wegenetz um die Hütte ausgebaut und instand gesetzt, darunter auch der alte Saumpfad von Schlanders zum Taschljöchl. Die Hütte diente als Stützpunkt für Hochtouren insbesondere in die Gruppe um die Saldurspitze und Lagaunspitze.
1919 wurden sämtliche Alpenvereinshütten des DuOeAV im heutigen Südtirol von Italien enteignet und dem Club Alpino Italiano übergeben. Unter der Bezeichnung Taschljöchlhütte, später ausschließlich Rifugio Verona bzw. Rifugio Colle Tasca wurde sie weiterhin bewirtschaftet. Das Gebäude fiel am 24. November 1932 einem Brand zum Opfer. Lediglich die teilweise eingestürzten Mauern blieben übrig. Westlich der Ruine stand der alte Mulistall, der im Laufe der Zeit zerfiel.

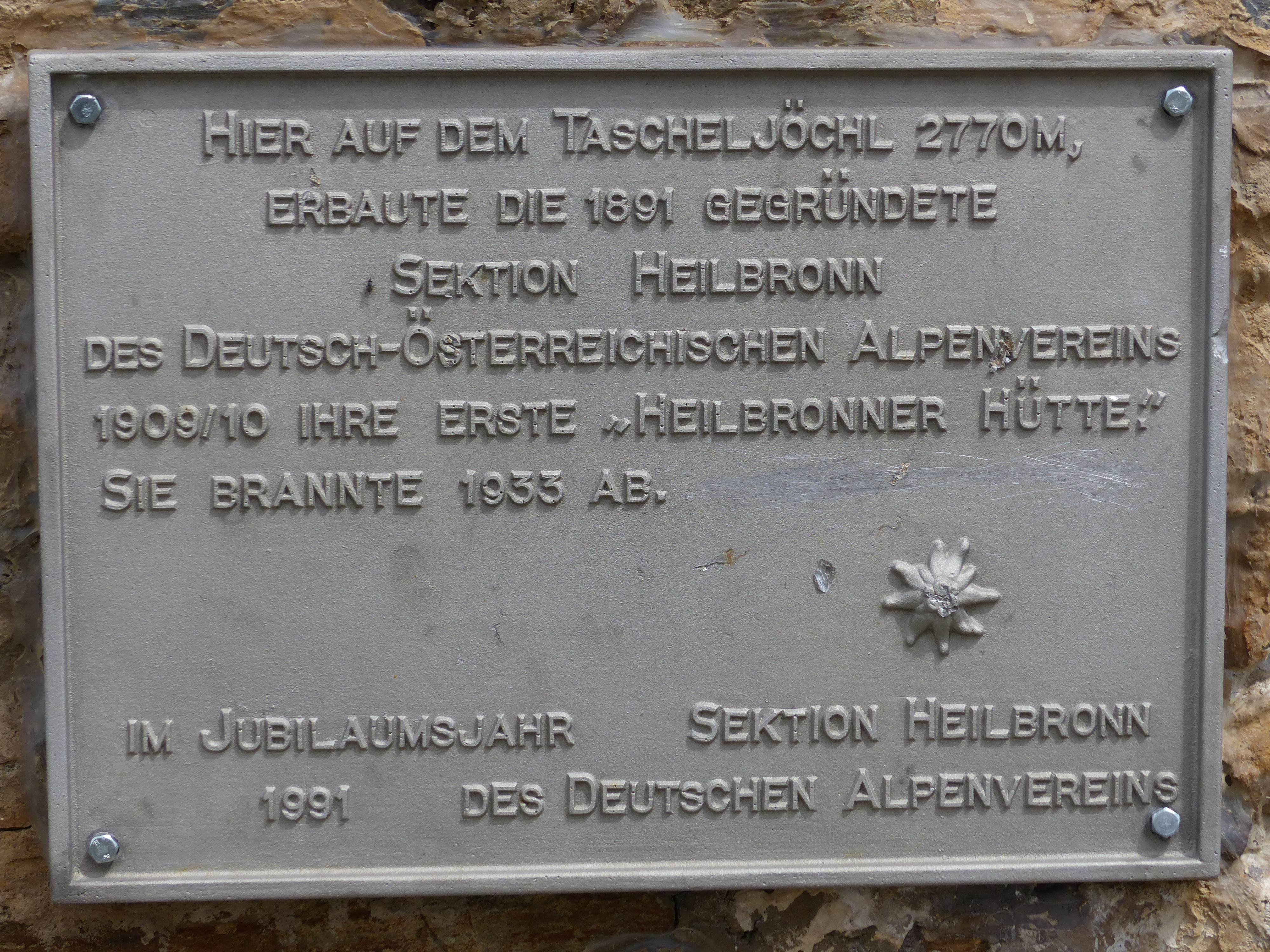
Gedenktafel

Zum 100-jährigen Jubiläum der Sektion Heilbronn brachte diese am 25. Juli 1991 an der Hüttenruine eine Gedenktafel an; offiziell eingeweiht am 25. September 1991. 1999/2000 wurden die Überreste des Mulistalles neben der Hüttenruine durch die Sektion Schlanders des Alpenvereins Südtirol unter Mithilfe von Jägern zu einer Notunterkunft hergerichtet.
Infolge des Verlustes entschied sich die Sektion Heilbronn unter dem Vorsitzenden Peter Bruckmann 1926 zum Bau der Neuen Heilbronner Hütte im Verwall. Zur Unterscheidung werden die Ruine des als Heilbronner Hütte errichteten Gebäudes sowie die Notunterkunft heute als Alte Heilbronner Hütte bezeichnet.

## Wiederaufbau

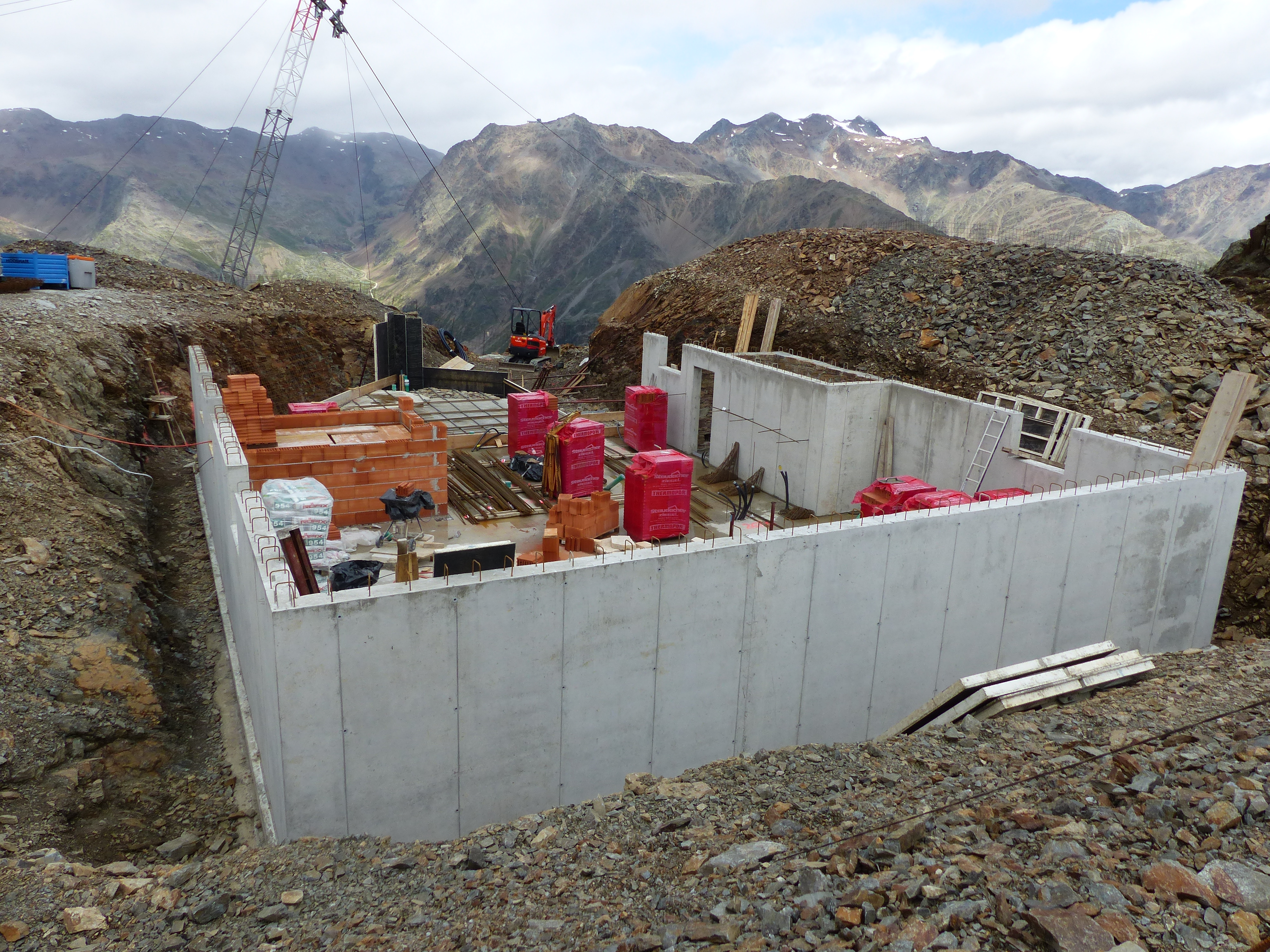
Bauarbeiten zum Wiederaufbau im Juli 2025

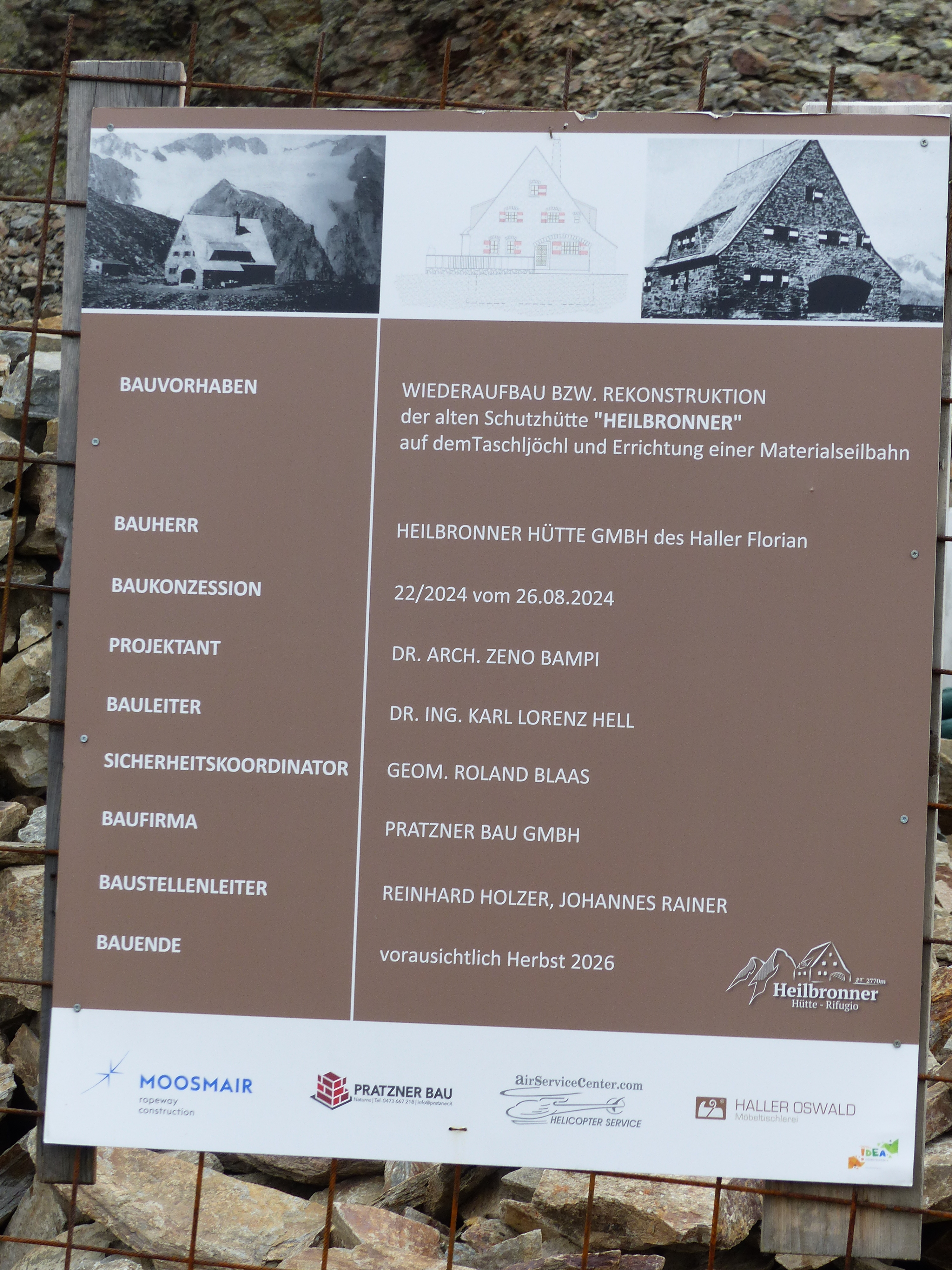
Bauschild zum Wiederaufbau der Hütte

2024 begannen die Bauarbeiten zu einer in den äußeren Abmessungen originalen Rekonstruktion der alten Hütte. Die Bauarbeiten sollen im Herbst 2026 abgeschlossen werden. Bauherr ist ein privater Investor, der auch Miteigentümer an der unterhalbs des Taschljöchls gelegenen Berglalm ist.